# 정당방위
| |
| 형법 刑法 |
| 형법학 · 범죄 · 형벌 죄형법정주의 |
| 범죄론 |
| 구성요건 · 실행행위 · 부작위범 간접정범 · 미수범 · 기수범 · 중지범 불능범 · 상당인과관계 고의 · 고의범 · 착오 과실 · 과실범 공범 · 정범 · 공동정범 공모공동정범 · 교사범 · 방조범 |
| 항변 |
| 위법성조각사유 · 위법성 · 책임 · 책임주의 책임능력 · 심신상실 · 심신미약 · 정당행위 · 정당방위 · 긴급피난 · 오상방위 · 과잉방위 · 강요된 행위                                     |
| 죄수 |
| 상상적 경합 · 연속범 · 병합죄 |
| 형벌론 |
| 사형 · 징역 · 금고 벌금 · 구류 · 과료 · 몰수 법정형 · 처단형 · 선고형 자수 · 작량감경 · 집행유예                                                                                  |
| 대인범죄 |
| 보통살인죄 · 존속살해죄 · 자살교사·방조죄 |
| 촉탁승낙살인죄 · 영아살해죄 · 낙태죄 |
| 상관살해죄 |
| 폭행죄 · 상해치사죄 · 절도죄 |
| 성범죄 · 성매매알선 · 강간죄 |
| 유괴 · 과실치사상죄 · |
| 대물범죄 |
| 손괴죄 · 방화죄 |
| 절도죄 · 강도죄 · 사기죄 |
| 사법절차 방해죄 |
| 공무집행방해죄 · 뇌물죄 |
| 위증죄 · 배임죄 |
| 미완의 범죄 |
| 시도 · 모의 · 공모 |
| 형법적 항변 |
| 자동증, 음주 & 착오 |
| 정신 이상 · 한정책임능력 |
| 강박 · 필요 |
| 도발 · 정당방위 |
| 다른 7법 영역 |
| 헌법 · 민법 · 형법 |
| 민사소송법 · 형사소송법 · 행정법 |
| 포털: 법 · 법철학 · 형사정책 |
| v • d • e • h |

정당방위 (正當防衛, 독일어: Notwehr, 영어: right of self-defense)란 자기 혹은 타인을 보호하기 위해 부득이하게 행한 가해행위를 말한다. 보통 폭력을 사용하여 상해를 입히거나 죽이는 것을 말한다. 한국에서는 정당방위란 "자기 또는 타인의 법익에 대한 현재의 위법한 침해를 방위하기 위한 상당한 이유 있는 행위"이다. 많은 국가에서 정당방위는 직면하고 있는 위험에 비례하여 사용할 수 있도록 하고 있다.
정당방위가 인정되면, 민사상 불법행위와 형사상 불법행위가 모두 무죄가 된다. 정당방위는 보통 개인의 정당방위를 말하며, 국가의 정당방위는 자위권이라고 부른다.

## 요건
정당방위가 성립하려면 침해 행위에 의하여 침해되는 법익의 종류, 정도, 침해의 방법, 침해 행위의 완급과 방위 행위에 의하여 침해될 법익의 종류, 정도 등 일체의 구체적 사정들을 참작하여 방위 행위가 사회적으로 상당한 것이어야 하고, 정당방위의 성립 요건으로서의 방어 행위에는 순수한 수비적 방어뿐 아니라 적극적 반격을 포함하는 반격 방어의 형태도 포함되나, 그 방어 행위는 자기 또는 타인의 법익 침해를 방위하기 위한 행위로서 상당한 이유가 있어야 한다.
정당방위는 공격자 및 그 도구에 대해서만 할 수 있으므로 침해와는 무관한 제3자에 대해서는 가능하지 않다.(침해와 무관한 제3자에 대한 반격행위에 대해서는 긴급피난 만이 고려될 수 있다.)

## 효과
정당방위가 성립되면 무죄 판결을 한다. 정당방위가 부정되고 다른 위법성조각사유도 부정되면 마지막으로 초법규적 위법성조각사유인 정당행위 심사를 하게 된다.

## 판례
- 가해자의 행위가 피해자의 부당한 공격을 방위하기 위한 것이라기보다는 서로 공격 할 의사로 싸우다가 먼저 공격을 받고 이에 대항하여 가해를 한 경우 가해행위는 방어행위인 동시에 공격행위의 성격을 가지므로 정당방위 또는 과잉방위행위라고 볼 수 없다.[3]
- 甲이 경찰관의 불심검문을 받아 운전면허증을 교부한 후 인근 주민들이 있는 가운데 경찰관에게 큰 소리로 욕설을 하였는데, 이를 이유로 경찰관이 모욕죄의 현행범으로 체포하려고 하자 반항하면서 경찰관에게 상해를 가한 경우 정당방위에 해당한다.[4]
- 甲이 경찰관의 불법한 체포를 면하려고 소극적으로 반항하는 과정에서 경찰관에게 경미한 상해를 가한 행위는 정당방위로 인정된다.[5]
- 정당방위의 방어행위는 순수한 수비적 방어뿐 아니라 적극적 반격을 포함하는 반격방어의 형태도 포함한다[6]
- 甲과 자신의 남편과의 불륜을 의심하게 된 乙이 아들과 함께 서로 합세하여 甲을 구타하기 시작하였고, 甲은 이를 벗어나기 위하여 손을 휘저으며 발버둥치는 과정에서 乙 등에게 상해를 가한 경우는 정당방위[7]
- 운전자가 경찰관의 불심검문을 받아 운전면허증을 교부한 후 경찰관에게 큰 소리로 욕설을 하였는데, 경찰관이 자신을 모욕죄의 현행범으로 체포하려고 하자 반항하면서 경찰관에게 가벼운 상해를 입힌 경우[8]
- 검사가 검찰청에 자진출석한 변호사사무실 사무장을 합리적 근거 없이 긴급체포하자 그 변호사가 이를 제지하는 과정에서 위 검사에게 상해를 가한 것은 정당방위에 해당한다.[9]
- 공직선거 후보자 합동연설회장에서 후보자 甲이 적시한 연설 내용이 다른 후보자 乙에 대한 명예훼손 또는 후보자비방의 요건에 해당되나 그 위법성이 조각되는 경우, 甲의 연설 도중에 乙이 마이크를 빼앗고 욕설을 하는 등 물리적으로 甲의 연설을 방해한 행위는 甲의 위법하지 않은 정당한 침해에 대하여 이루어진 것일 뿐만 아니라 상당성을 결여하여 정당방위의 요건을 갖추지 못하였다.[10]
- 정당방위에서 ‘침해의 현재성’이란 침해행위가 형식적으로 기수에 이르렀는지에 따라 결정되는 것이 아니라 자기 또는 타인의 법익에 대한 침해상황이 종료되기 전까지를 의미한다.[11]
- 피해자의 침해행위에 대하여 자기의 권리를 방위하기 위한 부득이한 행위가 아니고, 그 침해행위에서 벗어난 후 분을 풀려는 목적에서 나온 공격행위는 정당방위에 해당한다고 할 수 없다.[12]
- 정당방위의 성립요건으로서 방어행위는 순수한 수비적방어뿐만 아니라 적극적 반격을 포함하는 반격방어의 형태도 포함되나, 그 방어행위는 자기 또는 타인의 법익침해를 방위하기 위한 행위로서 상당한 이유가 있어야 한다[13]
- 피고인이 그 소유의 밤나무 단지에서 피해자 (갑)이 밤 18개를 푸대에 주워 담는것을 보고 푸대를 빼앗으려다 반항하는 피해자의 뺨과 팔목을 때려 상처를 입혔다면 위 행위가 비록 피해자의 절취행위를 방지하기 위한 것이었다 하여도 긴박성과 상당성을 결여하여 정당방위라고 볼 수 없다[14].
- 갑과 을이 공동으로 인적이 드문 심야에 혼자 귀가중인 병여에게 뒤에서 느닷없이 달려들어 양팔을 붙잡고 어두운 골목길로 끌고들어가 담벽에 쓰러뜨린 후 갑이 음부를 만지며 반항하는 병여의 옆구리를 무릎으로 차고 억지로 키스를 함으로 병여가 정조와 신체를 지키려는 일념에서 엉겁결에 갑의 혀를 깨물어 설절단상을 입혔다면 병여의 범행은 자기의 신체에 대한 현재의 부당한 침해에서 벗어나려고 한 행위로서 그 행위에 이르게 된 경위와 그 목적 및 수단, 행위자의 의사등 제반사정에 비추어 위법성이 결여된 행위이다.[15]

- 변태남편 치사사건: 이혼소송 중인 남편이 찾아와 가위로 폭행하고 변태적 성행위를 강요하는 데에 격분하여 처가 칼로 남편의 복부를 찔러 사망에 이르게 한 경우, 그 행위는 방위행위로서의 한도를 넘어선 것으로 정당방위나 과잉방위에 해당하지 않는다[16]

- 경찰관의 행위가 적법한 공무집행을 벗어나 불법하게 체포한 것으로 볼 수밖에 없다면, 그 체포를 면하려고 반항하는 과정에서 경찰관에게 상해를 가한 것은 신체에 대한 현재의 부당한 침해에서 벗어나기 위한 행위로서 정당방위에 해당한다[17]

- 가해자의 행위가 피해자의 부당한 공격을 방위하기 위한 것이라기보다는 서로 공격할 의사로 싸우다가 먼저 공격을 받고 이에 대항하여 가해하게 된 것이라고 봄이 상당한 경우, 그 가해행위는 방어행위인 동시에 공격행위의 성격을 가지므로 정당방위 또는 과잉방위행위라고 볼 수 없다[18]

- 피해자가 피고인 운전의 차량 앞에 뛰어 들어 함부로 타려고 하고 이에 항의하는 피고인의 바지춤을 잡아 당겨 찢고 피고인을 끌고 가려다가 넘어지자, 피고인이 피해자의 양 손목을 경찰관이 도착할 때까지 약 3분간 잡아 누른 경우, 정당방위에 해당한다[19]

- 피해자의 침해행위에서 벗어난 후 분을 풀려는 목적에서 나온 공격행위는 정당방위에 해당한다고 할 수 없다[20]

- 의붓아버지의 강간행위에 의하여 정조를 유린당한 후 계속적으로 성관계를 강요받아 온 피고인이 상피고인과 공모하여 범행을 준비하고 의붓아버지가 제대로 반항할 수 없는 상태에서 식칼로 심장을 찔러 살해한 행위는 사회통념상 상당성을 결여하여 정당방위가 성립하지 아니한다[21]
- 경찰관들이 피고인을 발견하고 앞을 가로막으며 진행을 제지한 행위는 사회통념상 용인될 수 있는 상당한 방법으로 경직법 제3조 제1항에 규정된 자에 대하여 의심되는 사항에 관한 질문을 하기 위하여 정지시킨 것으로 보아야 한다(불심검문으로서 적법하다). 따라서 원심이 정당방위에 해당하여 무죄라고 판단한 상해 및 모욕 부분은 공무집행이 적법하다는 전제에서는 더 이상 유지될 수 없으므로 전부 파기될 수밖에 없다.[22]

### 공사시공권자의 출입을 제지한 행위
- 갑회사가 을이 점유하던 공사현장에 실력을 행사하여 들어와 현수막 및 간판을 설치하고 담장에 글씨를 쓴 행위는 을의 시공 및 공사현장의 점유를 방해하는 것으로서 을의 법익에 대한 현재의 부당한 침해라고 할 수 있으므로 을이 그 현수막을 찢고 간판 및 담장에 씌어진 글씨를 지운 것은 그 침해를 방어하기 위한 행위로서 상당한 이유가 있다[23]

## 같이 보기
- 정당행위
- 오상방위
- 과잉방위
- 변월수 사건
- 긴급피난
- 업무방해죄

## 참조

### 참고 문헌
- 손동권. 《체계적 형법 연습》. 율곡 출판사. 2005. ISBN 89-85177-91-5.